# Manjang-gul
Manjang-gul är en grotta och en lavatunnel i Sydkorea.   Den ligger i provinsen Jeju, i den södra delen av landet, 400 km söder om huvudstaden Seoul. Manjang-gul ligger 86 meter över havet. Den ligger på ön Cheju-do.
Terrängen runt Manjang-gul är platt åt nordost, men åt sydväst är den kuperad. Havet är nära Manjang-gul norrut. Runt Manjang-gul är det ganska tätbefolkat, med 100 invånare per kvadratkilometer. Omgivningarna runt Manjang-gul är en mosaik av jordbruksmark och naturlig växtlighet.